# Woldemar Junker von Ober-Conreuth

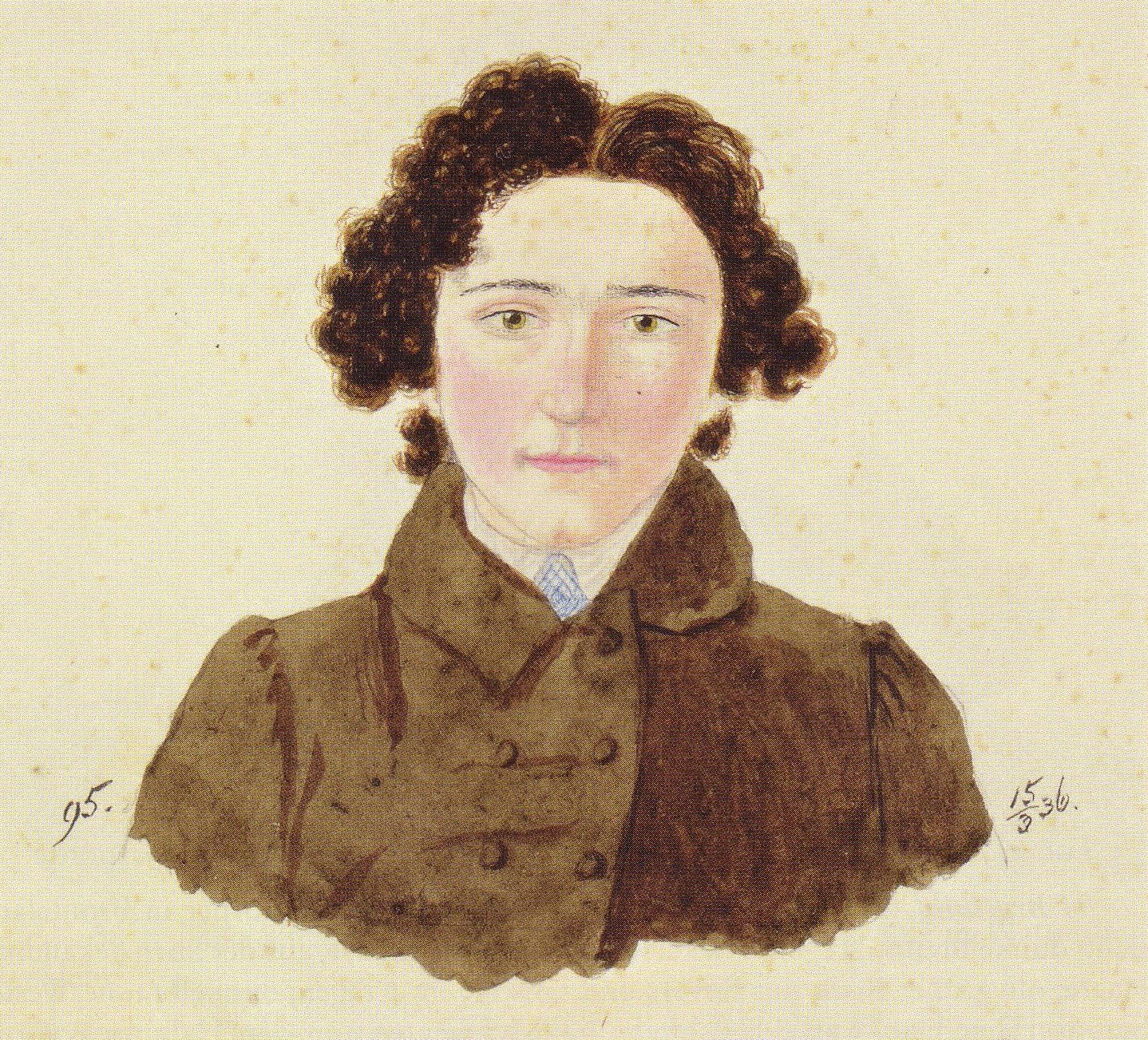
Woldemar Junker von Ober-Conreuth (1836)

Albert Woldemar Freiherr Junker von Ober-Conreuth, auch von Oberkunreuth, (* 26. April 1819 in Lyck, Ostpreußen; † 1898 in Kassel) war ein deutscher Verwaltungsjurist im Königreich Preußen.

## Leben
Junker, der aus dem niederösterreichischen Uradelsgeschlecht Juncker von Oberkunreuth stammte,  besuchte das Konitzer Gymnasium. Nach dem Abitur studierte er ab Michaeli 1835 Kameralwissenschaft an der Albertus-Universität Königsberg. Nach den Examen trat er in die innere Verwaltung des Königreichs Preußen. In den Blättern der Erinnerung (Schmiedeberg) sind biographische Angaben und ein studentisches Porträtaquarell von ihm erhalten.
Zunächst Regierungsassessor bei der Regierung des Regierungsbezirks Posen und des Regierungsbezirks Bromberg, war er von 1844 bis 1849 Landrat des Kreises Czarnikau, Provinz Posen. Er wurde am 28. Mai 1849 zum Regierungsrat ernannt und am 15. Juni 1849 an die Regierung in Düsseldorf versetzt. 1853 bis 1863 Polizeidirektor in Koblenz. 1863 kam er nach Magdeburg. Am 3. August desselben Jahres heiratete er Anna von Schlippenbach. Dann war er Oberregierungsrat bei den Regierungen des Regierungsbezirks Gumbinnen und des Regierungsbezirks Düsseldorf. Schließlich wurde er am 12. April 1881 Regierungspräsident des Regierungsbezirks Breslau. Am 30. Juni 1894 schied er auf eigenen Antrag als Wirkl. Geh. Rat aus.
Junker ist ein wichtiger Zeitzeuge des Großpolnischen Aufstands (1848). In seinem Buch „Im Polenaufruhr 1846–1848“ verwertet er die Aufzeichnungen und Bücher von Heinrich von Brandt, Konstantin Bernhard von Voigts-Rhetz und Emil Knorr sowie Notizen der Posener und Breslauer Zeitungen.

## Werk
- Im Polen-Aufruhr. 1846–1848. Aus den Papieren eines Landrats, Friedrich Andreas Perthes, Gotha 1898 (Google Books).

## Auszeichnungen
1881 wurde Albert Juncker von Ober-Conreut ad personam der Freiherrentitel verliehen.